# NGC 1425
NGC 1425 је спирална галаксија у сазвежђу Пећ која се налази на NGC листи објеката дубоког неба.
Деклинација објекта је - 29° 53' 39" а ректасцензија 3h 42m 11,5s. Привидна величина (магнитуда) објекта NGC 1425 износи 10,6 а фотографска магнитуда 11,4. Налази се на удаљености од 21,134 милиона парсека од Сунца. NGC 1425 је још познат и под ознакама ESO 419-4, MCG -5-9-23, UGCA 84, IRAS 03401-3002, PGC 13602.